# Méry
För andra betydelser, se Méry (olika betydelser).
Méry är en kommun i departementet Savoie i regionen Auvergne-Rhône-Alpes i sydöstra Frankrike. Kommunen ligger i kantonen Aix-les-Bains-Sud som tillhör arrondissementet Chambéry. År 2022 hade Méry 2 143 invånare.

## Befolkningsutveckling
Antalet invånare i kommunen Méry
| Referens: INSEE |